# パワーパフガールズ・ムービー
『パワーパフガールズ・ムービー』（原題：The Powerpuff Girls Movie）は、テレビアニメ『パワーパフガールズ』を原作として制作されたアニメ映画で、2002年7月3日にアメリカで公開された。日本では丸の内シャンゼリゼ他全国松竹・東急系で同年8月3日に公開された。

## 概要
カートゥーン ネットワーク・スタジオが制作した初の映画である。この影響によりテレビアニメは第49話で一旦休止され、2001年10月から2002年5月まで『パワーパフガールズ・ムービー』の制作が行われた。
映画のストーリー構成にあたっては、監督のマクラッケンが「話を3つに分け、そこから更に5つに分けて展開を決めていった」とインタビュー内で語っている。

## ストーリー
日々犯罪が絶えないタウンズヴィルという街に住む天才科学者・ユートニウム博士の研究室では、「砂糖・スパイス・素敵な物」を使い、完璧な女の子を造り出すための実験が行われていた。
しかし実験中に、ペットのジョジョが謎の化学物質「ケミカルX」を誤って調合してしまう。こうしてここに、超人パワーを持つブロッサム・バブルス・バターカップの3人娘が誕生したのだった。初めは幸せな日々を過ごしていたガールズとユートニウム博士だったが、ガールズはパワーが有り余り過ぎて街のあらゆる物を破壊してしまい、市長や住人から迫害を受ける。
街の住人から畏怖され、すっかり忌み嫌われてしまい、絶望に閉ざされるガールズは窮地に陥ったところをある人物に助けられる。その人物とは、ガールズの誕生と同時に「ケミカルX」を浴びて変貌を遂げたジョジョ、後にガールズ最大の宿敵となるモジョ・ジョジョだった。
ガールズはどのようにしてタウンズヴィルのヒーローとなりえたのか。ガールズの過去が明らかとなる。

## キャスト
| 役名                                         | 原語版声優                            | 日本語吹替                                                |
| -------------------------------------------- | ------------------------------------- | --------------------------------------------------------- |
| ブロッサム                                   | キャシー・キャバディーニ              | 麻生かほ里                                                |
| バブルス                                     | タラ・ストロング                      | 南里侑香                                                  |
| バターカップ                                 | エリザベス・デイリー                  | 池田有希子                                                |
| ユートニウム博士                             | トム・ケイン                          | 安崎求                                                    |
| 市長                                         | トム・ケニー                          | 石住昭彦                                                  |
| サラ・ベラム                                 | ジェニファー・マーティン              | 高乃麗                                                    |
| キーン先生                                   | ジェニファー・ヘイル                  | 込山順子                                                  |
| モジョ・ジョジョ                             | ロジャー・L・ジャクソン               | 石井康嗣                                                  |
| エース                                       | ジェフ・ベネット                      | 園岡新太郎                                                |
| ビッグビリー                                 | ジェフ・ベネット                      | 西凜太朗                                                  |
| グラバー                                     | ジェフ・ベネット                      | 西原純                                                    |
| トーキング・ドッグ                           | トム・ケイン                          | 小堺一機                                                  |
| オジョ・タンゴ                               | ケビン・マイケル・リチャードソン      | 石住昭彦                                                  |
| ロッコ・ソッコ                               | ケビン・マイケル・リチャードソン      | 不明                                                      |
| チャチン・チャチング                         | トム・ケニー                          | 松野太紀                                                  |
| ハッピー・ワーピー                           | トム・ケニー                          | 不明                                                      |
| ホッター・ウォーター                         | ロブ・ポールセン                      | 不明                                                      |
| キラー・ドリラー                             | ロブ・ポールセン                      | 不明                                                      |
| スネーク                                     | ロブ・ポールセン                      | 佐藤晴男                                                  |
| ブラブラブラブラ                             | ロブ・ポールセン                      | 山寺宏一                                                  |
| ドゥート・ダ・ドゥート・ダ・ドゥー・ドゥーズ | ロブ・ポールセン                      | 山寺宏一                                                  |
| ハーカチャチャチャ                           | ジェフ・ベネット                      | 山寺宏一                                                  |
| バブーン・ブーン                             | ジェフ・ベネット                      | 不明                                                      |
| ゴーゴ・ポートール                           | ジェフ・ベネット                      | 不明                                                      |
| ボンゾ・バンゴ                               | ディー・ブラッドリー・ベイカー        | 不明                                                      |
| ロヴォ・オヴォ                               | ディー・ブラッドリー・ベイカー        | 不明                                                      |
| クラッチャ・マッチャ                         | ディー・ブラッドリー・ベイカー        | 不明                                                      |
| ワッコ・スマッコ                             | ディー・ブラッドリー・ベイカー        | 不明                                                      |
| 男性アナウンサー                             | ディー・ブラッドリー・ベイカー        | 不明                                                      |
| 電話で叫んでいた男性                         | ディー・ブラッドリー・ベイカー        | 丹宗立峰                                                  |
| 女性レポーター                               | グレイ・デリスル                      | 園崎未恵                                                  |
| 動物園にいた女性                             | グレイ・デリスル                      | 甲斐田ゆき                                                |
| ナレーション                                 | トム・ケニー                          | 小堺一機                                                  |
| その他                                       | フィル・ラマール フランク・ウェルカー | 斎藤恵理 天田益男 根本泰彦 よのひかり 定岡小百合 出口佳代 |
| 日本語版制作スタッフ                         |                                       |                                                           |
| プロデューサー                               | プロデューサー                        | 小川政弘 尾谷アイコ 小出春美 （ワーナー・ホーム・ビデオ） |
| 演出                                         | 演出                                  | 松岡裕紀                                                  |
| 翻訳                                         | 翻訳                                  | 杉山緑（字幕） 瀬谷玲子（吹替）                           |
| 調整                                         | 調整                                  | 高久孝雄                                                  |
| 日本語版制作                                 | 日本語版制作                          | ワーナー・ホーム・ビデオ 東北新社                         |

## スタッフ
- 原作・監督：クレイグ・マクラッケン
- 原案：クレイグ・マクラッケン、チャーリー・ビーン、ローレン・ファウスト、エイミー・キーティング・ロジャース、ポール・ルーディッシュ、ドン・シャンク
- 脚本&ストーリーボード：クレイグ・マクラッケン、チャーリー・ビーン、ローレン・ファウスト、ポール・ルーディッシュ、ドン・シャンク
- アートディレクター：マイク・ムーン
- デベロップメント・キャラクターデザイン：クレイグ・ケルマン
- リードキャラクターデザイン：キャリー・ヨスト
- キャラクターデザイン：クレイグ・マクラッケン、クリス・バトル、アンディ・ビアルク、シャケ・ホーザナリアン、ボブ·ローガン、デクスター・スミス
- プロップデザイン：クリス・バトル、ブルース・バーキー、フレデリック・J・ガードナー、ティモシー・L・ハーディン、ジェイソン・フルスト、ノエル・トレンティーノ
- リード背景デザイン：デヴィッド・ダネット
- 背景デザイン：ブルース・バーキー、フレデリック・J・ガードナー、ポール・ステック、ジャスティン・K・トンプソン、キース・ウェーズナー、ジム・ウォージー
- 作画監督：ゲンディ・タルタコフスキー
- キャラクターレイアウト作画監督：ローレン・ファウスト
- キャラクター&プロップ・クリンナップ：ジェフ・アルブレヒト、ジョン・ファング、ダナ・ジョ・グレンジャー、ティモシー・L・ハーディン、キャスリン・ヒダルゴ・ポルヴァニ
- エフェクト作画監督：ジョン・ディロン
- 音楽：ジェームズ・L・ヴェナブル
- 録音監督：コレット・サンダーマン
- 音響効果：ジョエル・ヴァレンタイン
- 編集：ロブ・デサールズ
- エグゼクティブ・プロデューサー：クレイグ・マクラッケン 、ブライアン・A・ミラー、マイク・ラッゾ、リンダ・シメンスキー、マーク・ノーマン
- アニメーション制作：カートゥーン ネットワーク・スタジオ、ラフドラフト・スタジオ
- 3DCGアニメーション制作：サヴェッジフロッグ・キャラクターアニメーションスタジオ
- 製作：カートゥーン ネットワーク、カートゥーン・ネットワーク・スタジオ
- 配給：ワーナー・ブラザース・ピクチャーズ

## DVD
DVDはカットシーンを含む81分収録。日本語版では2003年2月7日にワーナー・ホーム・ビデオ（現：ワーナー・ブラザース ホームエンターテイメント）より日本語字幕と日本語吹き替え付きDVDが発売されている。この他、インタビュー集、オリジナル劇場予告編、メイキングや未公開シーンなど約26分の映像特典を収録している。

## 主題歌
オープニングテーマ - 「Monkey on the Loose!」
作曲 - ジェームズ・L・ヴェナブル
エンディングテーマ1 - 「The Powerpuff Girls」
作詞・作曲・歌 - Bis
エンディングテーマ2 - 「Pray For The Girls」
作詞 - 不明　/ 作曲 - 不明 / 歌 - Frank Black
主題歌 / エンディングテーマ3 - 「That's What Girls Do」
作詞 - 不明　/ 作曲 - 不明 / 歌 - No Secrets